# Empfangsgebäude

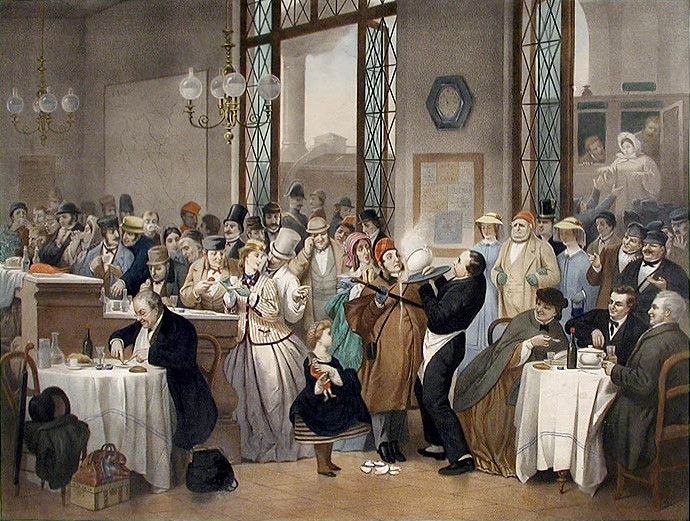
Bahnhofsrestaurant im 19. Jahrhundert

Empfangsgebäude, Empfangshallen oder Zugangsgebäude (in der Schweiz und in Österreich: Stationsgebäude oder Aufnahmegebäude; in Österreich und Südtirol auch: Aufnahmsgebäude respektive Aufnahmshalle) sind Gebäude an Einrichtungen des Personenverkehrs, die im Gegensatz zu Wartehallen Räume für die Durchführung innerbetrieblicher Aufgaben, z. B. des allgemeinen Geschäftsbetriebes für Reisende und Gepäckabfertigung, eventuell auch für den Zollabfertigungsbetrieb besitzen. Man findet sie bei Eisenbahn, U-Bahn, Luftverkehr, Schifffahrt, Omnibusverkehr (ZOB) und Seilbahnen.

## Empfangsgebäude-Arten

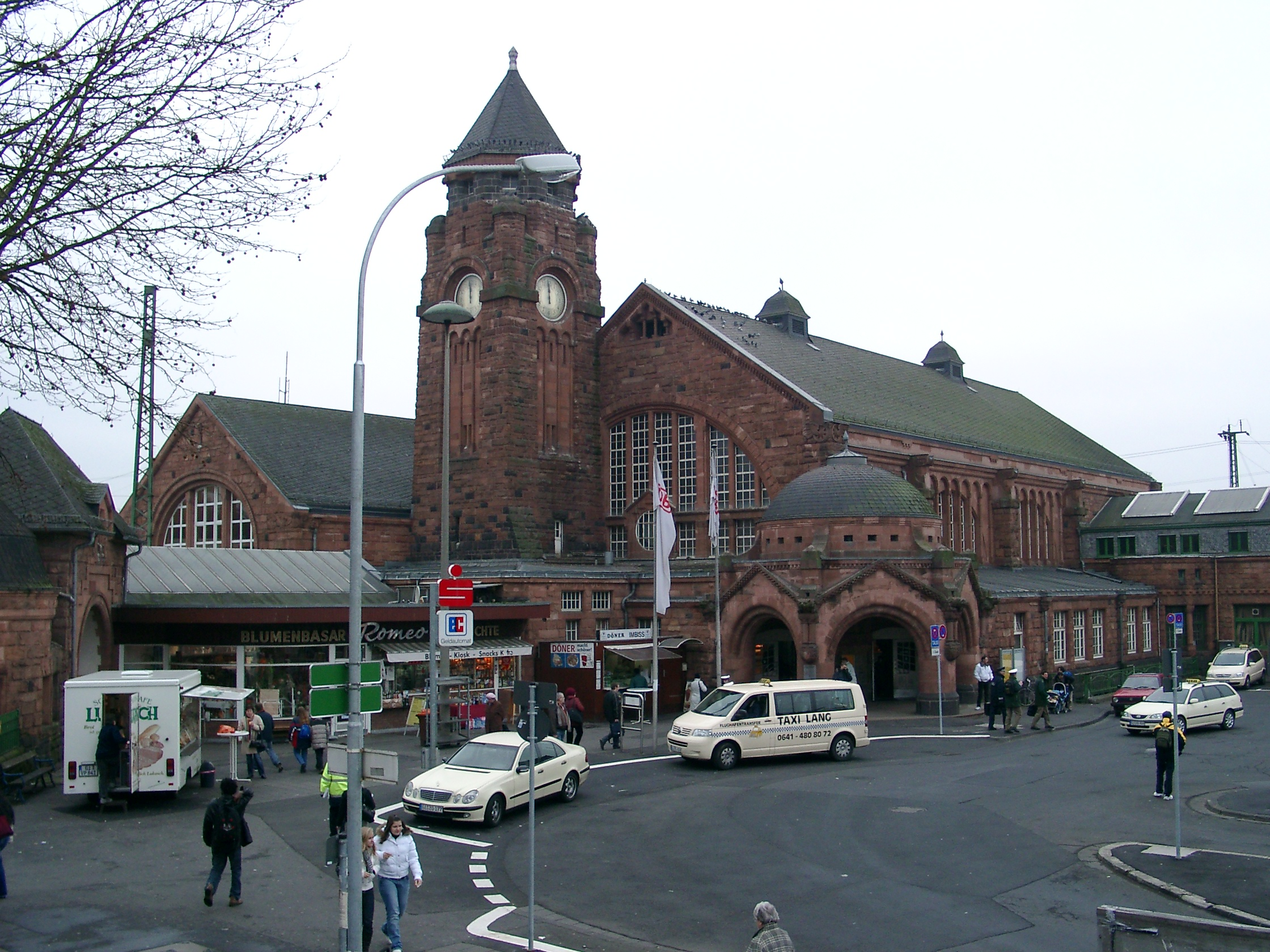
Empfangsgebäude Bahnhof Gießen vom Kirchenbaumeister Ludwig Hofmann

### Bahnhöfe
Empfangsgebäude können zusätzlich Lounges, Umkleideräume und Wohnräume für Eisenbahner sowie Verkaufseinrichtungen (Gaststätte, Zeitungskiosk, Reise- oder Service-Center mit Fahrkartenschalter oder Fahrkartenautomaten) umfassen. Grenzbahnhöfe verfügen, soweit Kontrollen nicht entfallen sind (z. B. innerhalb des Schengen-Raums), über Räume für Pass- und Zollkontrolle. Bei großen Bahnhöfen in größeren Städten ist das Empfangsgebäude häufig zum Einkaufszentrum ausgebaut oder mit einem solchen kombiniert.
Wegen Rationalisierung des Eisenbahnbetriebs wurden in Deutschland und Österreich die Empfangsgebäude vieler heute nicht mehr mit Personal besetzten Bahnhöfe geschlossen, um Beschädigungen durch Vandalismus vorzubeugen. An manchen Stationen stehen den Reisenden – zum Teil – überdachte Wartehäuschen oder DB-Pluspunkte zur Verfügung. Für den Bahnbetrieb nicht mehr benötigte Empfangsgebäude wurden auch zu Wohnzwecken vermietet, verkauft oder abgerissen.
Umgangssprachlich wird für das Eisenbahn-Empfangsgebäude häufig der Begriff Bahnhofsgebäude oder auch nur Bahnhof verwendet. Fachsprachlich ist ein Bahnhof jedoch die gesamte Bahnanlage bestehend aus Gleisen, Bahnsteigen, Betriebsgebäuden, Lagerhäusern usw. Auch Haltepunkte besitzen oftmals Empfangsgebäude, während insbesondere Güter- und Betriebsbahnhöfe zumeist nicht darüber verfügen oder nie eines hatten.
Die zwei Seiten eines Empfangsgebäudes werden üblicherweise nach der Straßenseite, Stadtseite oder Ortsseite einerseits und der Gleisseite, Bahnsteigseite oder Bahnseite andererseits unterschieden. Einige Bahnhöfe können auch mehrere Empfangsgebäude besitzen, häufig geschichtlich durch das Wirken verschiedener privater Eisenbahngesellschaften bedingt. Beispielsweise hat der Bahnhof Wien Hütteldorf zwei Aufnahmsgebäude links und rechts der Gleise. Viele Eisenbahngesellschaften besaßen in der Anfangszeit der Eisenbahn Typenbauten für ihre Bahngebäude, sodass sich die Empfangsgebäude einer Strecke ähneln können.
Die Kilometrierung einer Betriebsstelle wird regelmäßig an der Mitte des Empfangsgebäudes festgelegt.

### Flughäfen

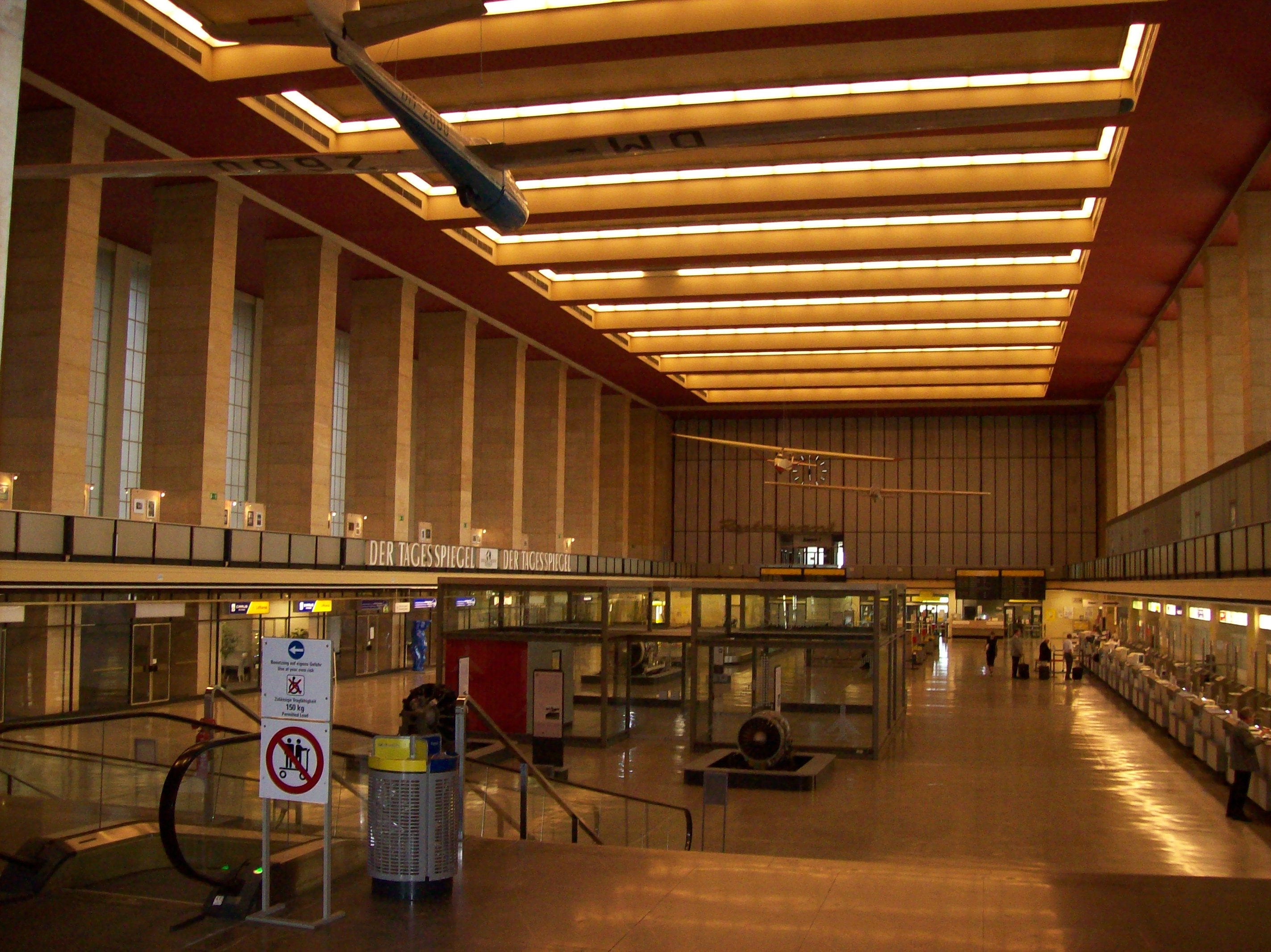
Abflughalle im Flughafen Berlin-Tempelhof (2007)

Empfangsgebäude in Flughäfen werden zumeist mit dem Anglizismus Terminal benannt, auf Deutsch heißen sie Abflug- und Ankunftshalle. Flughafen-Terminals sind in mehrere Bereiche unterteilt: Ankunftsbereich, Abflugbereich und Abfertigungsbereich mit Check-in-Schaltern und Flugsteigen. Hinter den Empfangsgebäuden beginnt das Vorfeld eines Flughafens oder Fluglandeplatzes.
Ein Flughafen kann eines oder mehrere Empfangsgebäude besitzen, die vielfach durch (oft unterirdische) Rollsteige miteinander verbunden sind, um Passagieren das Umsteigen zu erleichtern. In Großflughäfen besitzen wichtige Fluggesellschaften oft eigene Terminals.

### Häfen und Schiffsstationen
In Hochseehäfen, aber auch an schiffbaren Flüssen und Seen kann es für die Abfertigung der Passagiere an Schiffsstationen Empfangsgebäude geben. Sie werden ähnlich wie Bahnhöfe betrieben. Da mit größeren Schiffen Tausende Passagiere gleichzeitig ankommen können, sind die Empfangsgebäude der betreffenden Häfen mitunter sehr groß. Je nach Bauart des Hafens kann es auch je ein Empfangsgebäude pro Mole geben; auch konkurrierende Fähren verfügen zumeist über Anlegestellen mit eigenem Empfangsgebäude. Gelegentlich ist auch ein Empfangsgebäude für mehrere konkurrierende Schifffahrtsgesellschaften vorhanden, wahlweise als Gemeinschaftsbetrieb aller beteiligten Unternehmen, als staatliche Institution oder als private Drittpartei. Dies ist vergleichbar mit  ähnlichen Arrangements bei der Eisenbahn.